# Herberg van Hvidsten

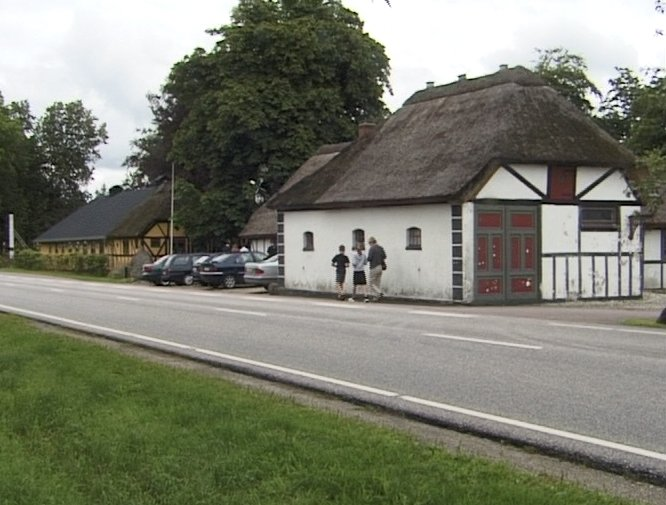
De reizigersstal van de herberg

De Herberg van Hvidsten (Deens: Hvidsten Kro) is een historische en monumentale koetsiersherberg in het Deense dorpje Hvidsten, tussen Randers en Mariager. Tegenwoordig omvat de herberg vijf gebouwen, waarvan het oudste, de reizigersstal, uit 1790 stamt.
Een van de bekendste herbergiers was Marius Fiil (1893-1944). Met zijn zoon, schoonzoon en twee dochters maakte hij deel uit van de Hvidstengroep, een verzetsgroep die de herberg tijdens de Duitse bezetting als uitvalsbasis gebruikte vanaf 1943. De groep ontving vele droppings van wapens en munitie en verdeelde de goederen over meerdere verzetsgroepen in Jutland. In 1944 werd de groep door de Gestapo opgerold en op 29 juni werden acht mannen geëxecuteerd, waaronder de Fiils.